# Formula di sommazione di Poisson
La formula di sommazione di Poisson, anche detta risommazione di Poisson, è un'identità tra due somme infinite, di cui la prima è costruita con una funzione {\displaystyle f} e la seconda con la sua trasformata di Fourier {\displaystyle {\hat {f}}}. La funzione è definita sull'asse reale o nello spazio euclideo a {\displaystyle n} dimensioni. La formula è stata scoperta da Siméon Denis Poisson.
La formula e le sue generalizzazioni sono importanti in molte aree della matematica, tra cui la teoria dei numeri, l'analisi armonica, e la geometria riemanniana. Un modo di interpretare la formula unidimensionale si ottiene osservando la relazione tra lo spettro dell'operatore di Laplace-Beltrami sul cerchio e la lunghezza delle geodetiche periodiche su questa curva. In analisi funzionale, la formula della traccia di Selberg instaura un rapporto di questo tipo - ma di carattere molto più profondo - tra lo spettro del laplaciano e la lunghezza della geodetiche sulle superfici con curvatura costante negativa.

## La formula
Data un'opportuna funzione {\displaystyle f}, la formula di sommazione di Poisson è data da:
{\displaystyle \sum _{n=-\infty }^{\infty }f(n)=\sum _{k=-\infty }^{\infty }{\hat {f}}\left(k\right)}
dove {\displaystyle {\hat {f}}} è la trasformata di Fourier di {\displaystyle f}, ovvero:
{\displaystyle {\hat {f}}(\nu )={\mathcal {F}}\{f(x)\}\,{\stackrel {\mathrm {def} }{=}}\int _{-\infty }^{\infty }f(x)\ e^{-2\pi i\nu x}\,dx}
Sostituendo {\displaystyle g(xP)\ {\stackrel {\text{def}}{=}}\ f(x)} e sfruttando la proprietà:
{\displaystyle {\mathcal {F}}\{g(xP)\}\ ={\frac {1}{P}}\cdot {\hat {g}}\left({\frac {\nu }{P}}\right)\qquad P>0}
la formula di sommazione diventa:
{\displaystyle \sum _{n=-\infty }^{\infty }g(nP)={\frac {1}{P}}\sum _{\nu =-\infty }^{\infty }{\hat {g}}\left({\frac {\nu }{P}}\right)}
Definendo inoltre {\displaystyle s(t+x)\ {\stackrel {\text{def}}{=}}\ g(x)} e utilizzando la proprietà:
{\displaystyle {\mathcal {F}}\{s(t+x)\}\ ={\hat {s}}(\nu )\cdot e^{i2\pi \nu t}}
si ottiene una rappresentazione periodica di periodo {\displaystyle P}, la cui serie di Fourier è:
{\displaystyle \underbrace {\sum _{n=-\infty }^{\infty }s(t+nP)} _{S_{P}(t)}=\sum _{k=-\infty }^{\infty }\underbrace {{\frac {1}{P}}\cdot {\hat {s}}\left({\frac {k}{P}}\right)} _{S[k]}\ e^{i2\pi {\frac {k}{P}}t}}
Si può mostrare che tale relazione vale nel senso che se {\displaystyle s(t)\in L^{1}(\mathbb {R} )} allora il membro alla destra è la serie di Fourier del membro alla sinistra, e tale serie può divergere. Infatti, dal teorema della convergenza dominata segue che la somma {\displaystyle s_{P}(t)} esiste ed è finita per quasi tutti i valori di {\displaystyle t}, ed è integrabile sull'intervallo {\displaystyle [0,P]}. Inoltre, dall'espressione del membro alla destra si evince che è sufficiente mostrare che i coefficienti di tale serie di Fourier sono {\displaystyle \scriptstyle {\frac {1}{P}}{\hat {s}}\left({\frac {k}{P}}\right)}, procedendo come segue:
{\displaystyle {\begin{aligned}S[k]\ &{\stackrel {\text{def}}{=}}\ {\frac {1}{P}}\int _{0}^{P}s_{P}(t)\cdot e^{-i2\pi {\frac {k}{P}}t}\,dt\\&=\ {\frac {1}{P}}\int _{0}^{P}\left(\sum _{n=-\infty }^{\infty }s(t+nP)\right)\cdot e^{-i2\pi {\frac {k}{P}}t}\,dt\\&=\ {\frac {1}{P}}\sum _{n=-\infty }^{\infty }\int _{0}^{P}s(t+nP)\cdot e^{-i2\pi {\frac {k}{P}}t}\,dt\end{aligned}}}
dove lo scambio tra la somma e l'integrale è ancora permesso dal teorema della convergenza dominata. Con un'integrazione per sostituzione, ponendo {\displaystyle \tau =t+nPt}, la precedente espressione diventa infine:
{\displaystyle {\begin{aligned}S[k]={\frac {1}{P}}\sum _{n=-\infty }^{\infty }\int _{nP}^{nP+P}s(\tau )\ e^{-i2\pi {\frac {k}{P}}\tau }\ \underbrace {e^{i2\pi kn}} _{1}\,d\tau \ =\ {\frac {1}{P}}\int _{-\infty }^{\infty }s(\tau )\ e^{-i2\pi {\frac {k}{P}}\tau }d\tau ={\frac {1}{P}}\cdot {\hat {s}}\left({\frac {k}{P}}\right)\end{aligned}}}
In modo analogo, la rappresentazione periodica della trasformata di Fourier di una funzione possiede un equivalente sviluppo in serie di Fourier:
{\displaystyle \sum _{k=-\infty }^{\infty }{\hat {s}}(\nu +k/T)=\sum _{n=-\infty }^{\infty }T\cdot s(nT)\ e^{-i2\pi nT\nu }\equiv {\mathcal {F}}\left\{\sum _{n=-\infty }^{\infty }T\cdot s(nT)\ \delta (t-nT)\right\}}
dove {\displaystyle T} è l'intervallo temporale che corrisponde al periodo al quale {\displaystyle s(t)} viene campionata.

## Teorema
Sia {\displaystyle f} una funzione complessa definita su {\displaystyle \mathbb {R} } due volte continuamente differenziabile, le cui prime due derivate su {\displaystyle \mathbb {R} } siano integrabili, e che soddisfi la relazione:
{\displaystyle |f(x)|\leq {\frac {C}{1+x^{2}}}\qquad \forall x\in \mathbb {R} }
Sia inoltre {\displaystyle a} un numero strettamente positivo. Detto {\displaystyle \omega _{0}=2\pi /a} il modo fondamentale, vale la seguente identità:
{\displaystyle S(t)\equiv \sum _{n=-\infty }^{\infty }f(t+na)={\frac {1}{a}}\sum _{m=-\infty }^{\infty }{\hat {f}}(m\omega _{0})\ e^{im\omega _{0}t}}

### Dimostrazione
Il lato sinistro della formula sommatoria di Poisson è la somma di una serie di funzioni continue. L'ipotesi fatte circa il comportamento di {\displaystyle f} all'infinito implica che la serie converge normalmente su ogni compatto {\displaystyle [-a,a]} di {\displaystyle \mathbb {R} }. Pertanto, la sua somma è una funzione continua, e la formula di definizione mostra che è periodica di periodo {\displaystyle a}.
Quindi si possono calcolare i coefficienti della sua serie di Fourier a esponenziali sul sistema ortonormale completo {\displaystyle \left\{e^{i2\pi {\frac {n}{a}}}\right\}_{n=-\infty }^{n=+\infty }}:
{\displaystyle c_{m}=\int _{0}^{a}\sum _{n\in \mathbb {Z} }f(t+na)e^{-2\mathrm {i} \pi mt/a}\,dt}
Grazie alla convergenza normale della serie definente {\displaystyle S} possiamo scambiare somma e integrazione, e scrivere quindi:
{\displaystyle c_{m}=\sum _{n\in \mathbb {Z} }\int _{0}^{a}f(t+na)e^{-2\mathrm {i} \pi mt/a}\,dt}
Se si effettua in ogni integrale il cambio di variabile {\displaystyle s=t+na} si ottiene:
{\displaystyle c_{m}=\sum _{n\in \mathbb {Z} }\int _{na}^{(n+1)a}f(s)e^{-2\mathrm {i} \pi m(s-na)/a}\,ds={\hat {f}}(2m\pi /a)}
Dalle ipotesi su {\displaystyle f} e le sue derivate, e dalle identità classiche sulle trasformata della derivata, si vede che la funzione {\displaystyle {\hat {f}}} soddisfa la relazione:
{\displaystyle \forall \omega \in \mathbb {R} ,\quad |{\hat {f}}(\omega )|\leq {\hat {C}}/(1+\omega ^{2})}
Pertanto, la serie di {\displaystyle c_{m}} è assolutamente convergente ci troviamo in una situazione in cui si può sommare la serie di Fourier di {\displaystyle S},  e ottenere:
{\displaystyle S(t)={\frac {1}{a}}\sum _{m\in \mathbb {Z} }c_{m}e^{2\mathrm {i} \pi mt/a}={\frac {1}{a}}\sum _{m\in \mathbb {Z} }{\hat {f}}(2m\pi /a)e^{2\mathrm {i} \pi mt/a}}
Questa è la formula desiderata, ricordando che {\displaystyle 2\pi /a=\omega _{0}}.

## Teoria delle distribuzioni
Un modo comodo per aggirare le condizioni di regolarità imposte alla funzione {\displaystyle f} è di collocare la formula nel contesto più ampio della teoria delle distribuzioni. Se {\displaystyle \delta (x)} è la distribuzione di Dirac e se si introduce la seguente distribuzione, nota come pettine di Dirac:
{\displaystyle \Delta (x)\equiv \sum _{n\in \mathbb {Z} }\delta (x-n)}
Un modo elegante per riscrivere la somma equivale a dire che {\displaystyle \Delta (x)} è la trasformata di Fourier di sé stessa.
Si consideri una distribuzione {\displaystyle f} le cui derivate siano a decrescenza rapida. Considerando il pettine di Dirac e il suo sviluppo in serie di Fourier:
{\displaystyle \sum _{n=-\infty }^{\infty }\delta (x-nP)\equiv \sum _{k=-\infty }^{\infty }{\frac {1}{P}}\cdot e^{-i2\pi {\frac {k}{P}}x}\quad {\stackrel {\mathcal {F}}{\Longleftrightarrow }}\quad {\frac {1}{P}}\cdot \sum _{k=-\infty }^{\infty }\delta (\nu +k/P)}
Si ha:
{\displaystyle {\begin{aligned}\sum _{k=-\infty }^{\infty }{\hat {f}}(k)&=\sum _{k=-\infty }^{\infty }\left(\int _{-\infty }^{\infty }f(x)\ e^{-i2\pi kx}dx\right)=\int _{-\infty }^{\infty }f(x)\underbrace {\left(\sum _{k=-\infty }^{\infty }e^{-i2\pi kx}\right)} _{\sum _{n=-\infty }^{\infty }\delta (x-n)}dx\\&=\sum _{n=-\infty }^{\infty }\left(\int _{-\infty }^{\infty }f(x)\ \delta (x-n)\ dx\right)=\sum _{n=-\infty }^{\infty }f(n)\end{aligned}}}
e similmente:
{\displaystyle {\begin{aligned}\sum _{k=-\infty }^{\infty }{\hat {s}}(\nu +k/T)&=\sum _{k=-\infty }^{\infty }{\mathcal {F}}\left\{s(t)\cdot e^{-i2\pi {\frac {k}{T}}t}\right\}\\&={\mathcal {F}}{\bigg \{}s(t)\underbrace {\sum _{k=-\infty }^{\infty }e^{-i2\pi {\frac {k}{T}}t}} _{T\sum _{n=-\infty }^{\infty }\delta (t-nT)}{\bigg \}}={\mathcal {F}}\left\{\sum _{n=-\infty }^{\infty }T\cdot s(nT)\cdot \delta (t-nT)\right\}\\&=\sum _{n=-\infty }^{\infty }T\cdot s(nT)\cdot {\mathcal {F}}\left\{\delta (t-nT)\right\}=\sum _{n=-\infty }^{\infty }T\cdot s(nT)\cdot e^{-i2\pi nT\nu }\end{aligned}}}

## Somma periodica
Una forma della sommazione di Poisson si ottiene considerando una funzione periodica {\displaystyle f_{P}} di periodo {\displaystyle P} e rappresendola attraverso un funzione {\displaystyle f} non periodica nel seguente modo:
{\displaystyle f_{P}(x)=\sum _{n=-\infty }^{\infty }f(x+nP)=\sum _{n=-\infty }^{\infty }f(x-nP)}
Tale espressione è detta sommazione periodica, e se {\displaystyle f_{P}} è rappresentabile in serie di Fourier complessa i coefficienti di tale serie sono proporzionali ai valori della trasformata di Fourier di {\displaystyle f} "campionata" ad intervalli {\displaystyle \scriptstyle 1/P}.
In modo analogo, una serie di Fourier i cui coefficienti sono ottenuti campionando {\displaystyle f} è equivalente alla somma periodica della trasformata di Fourier di {\displaystyle f}, nota come trasformata di Fourier discreta.
Se si rappresenta una funzione periodica utilizzando il dominio {\displaystyle \mathbb {R} /(P\cdot \mathbb {Z} )} (spazio quoziente) si può scrivere:
{\displaystyle \varphi _{P}:\mathbb {R} /(P\cdot \mathbb {Z} )\to \mathbb {R} \qquad \varphi _{P}(x)=\sum _{\tau \in x}f(\tau )}

## Applicazioni della risommazione di Poisson
Un risultato di fondamentale importanza della formula di sommazione è fornire un criterio che garantisca la ricostruibilità di un segnale campionato. Essa lega i campioni di una generica forma d'onda nel dominio del tempo alle ripetizioni della sua trasformata nel dominio della frequenza: scegliendo un intervallo di campionamento sufficientemente rapido non vi saranno sovrapposizioni nel dominio della frequenza e sarà sempre possibile ricostruire il segnale campionato. 
La sommazione è inoltre utile per determinare la somma di serie come:
{\displaystyle S\equiv \sum _{n=1}^{\infty }{\frac {1}{n^{2}}}={\frac {\pi ^{2}}{6}}}
o anche:
{\displaystyle S\equiv -\sum _{n=1}^{\infty }{\frac {(-1)^{n}}{n^{4}}}={\frac {7\pi ^{4}}{720}}}
In generale, la risommazione Poisson è utile in quanto una serie che converge lentamente nello spazio diretto può essere trasformato in una serie convergente molto più velocemente nello spazio di Fourier (se prendiamo l'esempio di funzioni gaussiane, una gaussiana varianza grande nello spazio diretto è trasformata in una gaussiana con varianza piccola spazio di Fourier). Questa è l'idea fondamentale alla base della sommatoria di Ewald.